# Сарапульская возвышенность
Сарапульская возвышенность — возвышенность на границе Удмуртии и Татарстана, в междуречье Камы и её правого притока Ижа. От Тыловайской возвышенности отделяется Центральноудмуртской депрессией.
Поверхность возвышенности сильно изрезана оврагами и долинами рек. Естественные ландшафты хвойно-широколиственных лесов сильно преобразованы; доля агроландшафтов составляет 50—70 %, местами достигает 90—100 %. На востоке и юге возвышенность круто спускается к Каме, образуя крутой берег с обрывистыми склонами. На западе возвышенность оканчивается левым высоким берегом реки Иж.